# 雷以時
雷以時（1437年—？），字用中，河南汝寧府西平縣人，民籍，明朝政治人物。進士出身。

## 生平
早年出身國子生，河南鄉試第十四名。成化十一年（1475年）乙未科會試第一百六十五名，殿試登進士第三甲第一百五十一名。

## 家族
曾祖父雷德。祖父雷信。父亲雷溫。